# Jan Smuts
Jan Christiaan Smuts (ur. 24 maja 1870 w Bovenplaats, w Kolonii Przylądkowej, zm. 11 września 1950 w Irene w prowincji Transwal) – południowoafrykański polityk, filozof i wojskowy. Premier Związku Południowej Afryki w latach 1919–1924 oraz 1939–1948. W czasie I i II wojny światowej służył w Armii Brytyjskiej w stopniu marszałka polnego. Jako jedyny uczestniczył w podpisaniu obydwu traktatów kończących I i II wojnę światową.

## Wczesne lata życia
Smuts urodził się na rodzinnej farmie Bovenplaats, niedaleko Malmesbury. Był drugim synem Jacobusa i Cathariny Smutsów. Pochodził z bogatej, tradycyjnej rodziny afrykanerskiej, zajmującej się rolnictwem. Miał trzech braci i dwie siostry. Kiedy miał sześć lat, jego rodzina przeprowadziła się z Bovenplaats do nowej farmy Klipfontein, oddalonej o 19 km. Spędził na niej dzieciństwo.
W 1882 zmarł jego starszy brat, Michiel. Jan, teraz najstarszy syn, został wysłany na naukę do Riebeek West. Był bardzo dobrym uczniem. Jego nauczyciel, T. C. Stoffberg, opisał go jako „jednego najbystrzejszych uczniów, jakiego kiedykolwiek uczył, oraz jednego z najciężej pracujących chłopców, jakiego kiedykolwiek spotkał”. W 1885 zdał egzaminy końcowe.
W 1886 rozpoczął naukę w Victoria College w Stellenbosch. W 1891 ukończył uczelnię z dyplomami pierwszej klasy, z literatury i fizyki. Następnie uzyskał stypendium Ebdena i wyjechał do Europy, aby studiować prawo w Christ’s College na Uniwersytecie w Cambridge. Studia ukończył w 1893, uzyskując wcześniej wiele nagród akademickich. W 1894 rozpoczął praktykę adwokacką w Middle Temple. W czerwcu 1895 Smuts wrócił do Kolonii Przylądkowej.
Po powrocie do Południowej Afryki rozpoczął praktykę prawniczą w Kapsztadzie. Z biegiem czasu coraz bardziej poświęcał się polityce. Swoją karierę w tym zakresie rozpoczął od zapisania się do Afrikaner Bond. Pisał również artykuły do gazety „Cape Times”. W 1895 został doradcą prawnym słynnego brytyjskiego przedsiębiorcy – Cecila Rhodesa. Po rajdzie Jamesona w 1896 zerwał kontakty z Rhodesem i na pewien czas zrezygnował z działalności politycznej. W sierpniu tego roku przeniósł się do Johannesburga. Wkrótce znowu się przeprowadził, tym razem do Pretorii. W kwietniu 1897 poślubił Isie Krige, którą poznał podczas studiów w Victoria College.
W tym czasie Smuts (wcześniej stronnik Rhodesa) dał się poznać jako wielki przeciwnik kolonializmu brytyjskiego i zwolennik burskiego prezydenta Transwalu, Paula Krugera. W 1898, kiedy Kruger zdymisjonował Najwyższego Sędziego Transwalu, Johna Gilberta Kotzégo, Smuts opracował tezy prawne uzasadniające decyzję prezydenta. Otrzymał za to stanowisko prokuratora krajowego Transwalu.
W 1899 Smuts był członkiem burskiej delegacji na konferencję w Bloemfontein, na której odrzucono ultimatum brytyjskiego gubernatora Kolonii Przylądkowej Alfreda Milnera, co doprowadziło do wybuchu II wojny burskiej.
Wojska burskie zaatakowały Kolonię Przylądkową 11 października 1899. W początkowym okresie wojny Smuts odpowiadał w rządzie burskim za propagandę, logistykę oraz komunikację z generałami i dyplomatami. Po wkroczeniu Brytyjczyków do Transwalu nadzorował ewakuację rezerw złota z Pretorii. Następnie dowodził oddziałem partyzanckim. W latach 1901–1902 dowodził rajdem burskim w głąb Kolonii Przylądkowej. W 1902 brał udział w negocjacjach pokojowych kończących wojnę.

## Kariera w brytyjskiej Afryce Południowej
Po zakończeniu wojny Smuts powrócił do pracy w zawodzie prawnika. W styczniu 1905 został jednym z założycieli Partii Ludowej, która miała reprezentować interesy Afrykanerów, których gubernator Milner pozbawił możliwości piastowania urzędów państwowych. Liderem partii został generał Louis Botha, a Smuts – jego zastępcą. W maju tego roku nowym gubernatorem Kolonii Przylądkowej został bardziej ugodowy niż Milner lord Selborne. W tym czasie w Londynie Botha i Smuts zdołali uzyskać poparcie Partii Liberalnej dla własnej Partii Ludowej. Kiedy w grudniu tego roku liberałowie sformowali rząd, liderom Partii Ludowej udało się uzyskać poparcie rządu dla idei nadania Transwalowi autonomii w ramach brytyjskiej Afryki Południowej.

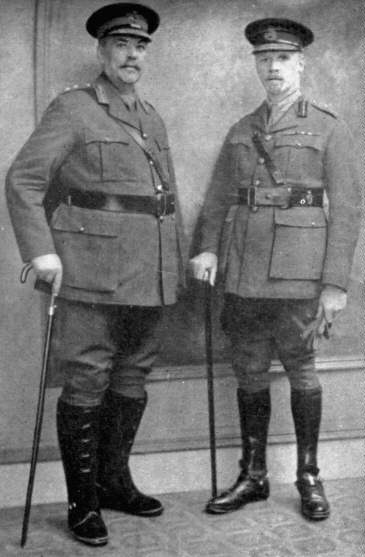
Louis Botha i Jan Smuts, 1917

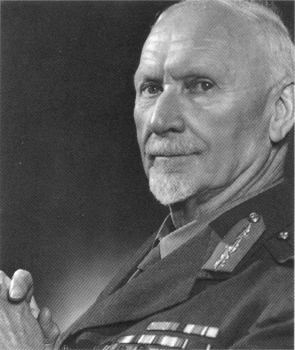
Marszałek polny Jan Smuts, 1945

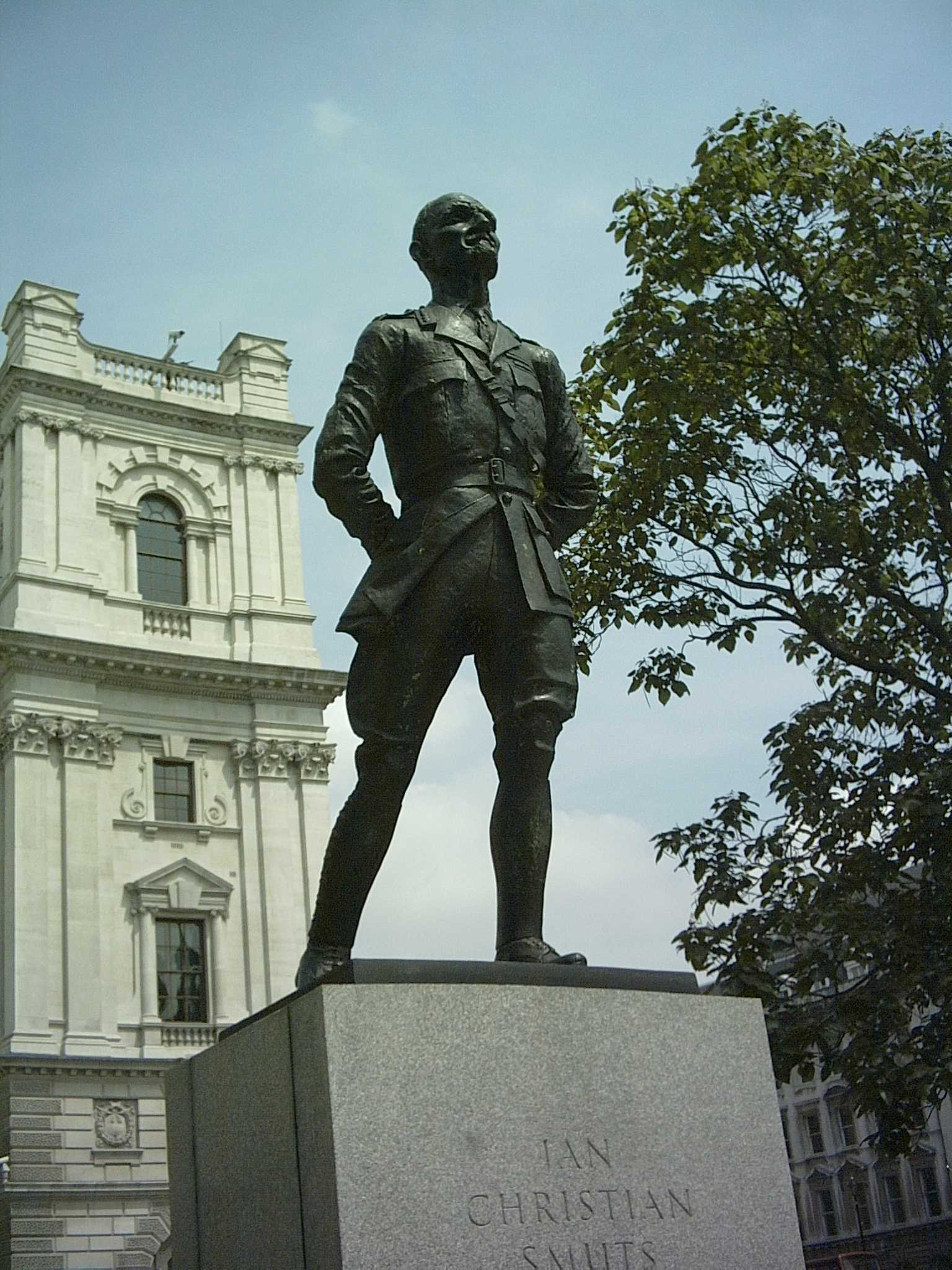
Pomnik Smutsa w Londynie

Wybory do parlamentu Transwalu odbyły się w grudniu 1906. Smuts uzyskał mandat z okręgu Wonderboom. W wyborach tych Partia Ludowa odniosła prztłaczające zwycięstwo i Louis Botha stanął na czele rządu. Smuts objął teki ministra kolonii i edukacji. Jako minister edukacji walczył z Holenderskim Kościołem Reformowanym, który domagał się nauczania w szkołach zgodnego z kalwinizmem. Brał również udział w negocjacjach, które w 1910 doprowadziły do powstania Związku Południowej Afryki.
Pierwszym premierem Związku został Louis Botha. Smuts objął w jego rządzie stanowiska ministra spraw wewnętrznych, ministra kopalń i ministra obrony. W 1912 przestał być ministrem spraw wewnętrznych, został za to ministrem finansów. Działalność Smutsa i łączenie przezeń licznych urzędów były krytykowane przez wielu członków jego partii. W 1913 trzech z nich – Barry Hertzog, Martinus Theunis Steyn i Christiaan Rudolf de Wet – zażądało od Bothy i Smutsa rezygnacji. Nie uzyskali jednak poparcia wystarczającej liczby członków Partii Południowoafrykańskiej, wobec tego opuścili ugrupowanie i założyli Partię Narodową.
W 1914 strajk na kolei przekształcił się w strajk generalny, co zmusiło Smutsa do wprowadzenia stanu wojennego. Bez procesu doprowadził do wydalenia liderów związkowych i uzyskał od parlamentu zwolnienie go od wszelkiej odpowiedzialności za podjęte działania. Wywołało to niezadowolenie w szeregach Partii Narodowej. W październiku część Afrykanerów pod wodzą podpułkownika Manie’ego Maritza zbuntowała się przeciwko rządowi. Siły rządowe szybko stłumiły rebelię.
Podczas I wojny światowej Smuts formował Siły Zbrojne Południowej Afryki. Następnie armia południowoafrykańska pod jego dowództwem zajęła słabo bronioną Niemiecką Afrykę Południowo-Zachodnią, a później toczyła długotrwałe walki z kolonialnymi wojskami cesarskimi w Niemieckiej Afryce Wschodniej. W latach 1917–1919 Smuts był członkiem brytyjskiego gabinetu wojennego Davida Lloyda George’a i znacząco przyczynił się do utworzenia RAF. Brał udział w Paryskiej konferencji pokojowej w 1919. Doprowadził do powołania Ligi Narodów, której działalność opierała się w dużym stopniu na jego pomysłach.

## Premier Związku Południowej Afryki
Po zakończeniu konferencji pokojowej Smuts powrócił do Południowej Afryki. Po śmierci Bothy w 1919 zastąpił go na stanowisku premiera. Urząd sprawował do 1924, kiedy to kierowana przez niego Partia Południowoafrykańska przegrała w wyborach z Partią Narodową.
Po tej przegranej poświęcił się swoim zainteresowaniom przyrodoznawstwem, m.in. napisał i wydał książkę
Holism and Evolution (1927), która zyskała uznanie i była wielokrotnie cytowana.
W 1933 został wicepremierem w rządzie koalicyjnym Barry’ego Hertzoga.
Po wybuchu II wojny światowej ponownie został premierem rządu. W 1941 otrzymał stopień marszałka polnego i wszedł w skład rady wojennej, kierowanej przez Winstona Churchilla. W maju 1945 reprezentował Południową Afrykę na konferencji założycielskiej ONZ. Jego dziełem jest preambuła Karty Narodów Zjednoczonych. Opowiadał się za zmianą charakteru stosunków pomiędzy Wielką Brytanią a jej koloniami w ramach Wspólnoty Narodów.